# スルフィソミジン
スルフィソミジン（英語: sulfisomidine (INN) ）または、スルファソミジン（英語: sulphasomidine  英国承認名：2003年まで）、スルファメチン（英語: sulfamethin）、スルファイソジミジン（英語: sulfaisodimidine）は、スルホンアミド系抗菌薬である。分子構造がスルファジミジンとよく似ている。